# Il mucchio selvaggio (film)
Il mucchio selvaggio (The Wild Bunch) è un film del 1969 diretto da Sam Peckinpah.
Tratto da un racconto di Roy N. Sickner, attore e stuntman, la sceneggiatura fu scritta da Walon Green, poi riscritta da Sam Peckinpah stesso.
Nel 1999, è stato scelto per la conservazione nel National Film Registry della Biblioteca del Congresso degli Stati Uniti. Nel 1998 l'American Film Institute l'ha inserito all'ottantesimo posto della classifica dei migliori cento film statunitensi di tutti i tempi, mentre dieci anni dopo, nella lista aggiornata, è salito al settantanovesimo posto. Nel 2015 la critica statunitense lo ha annoverato tra i 10 migliori western di sempre.

## Trama
Nel 1913 il bandito Pike Bishop e la sua banda, travestiti da soldati, assaltano una banca della ferrovia americana in un piccolo villaggio di confine tra gli Stati Uniti e il Messico. Un gruppo di cacciatori di taglie viene ingaggiato da Mr. Harrigan, dirigente della ferrovia, per tendere un'imboscata ai banditi in cambio della libertà. A capo del gruppo vi è Deke Thornton, ex socio di Pike, finito in prigione proprio dopo aver realizzato un colpo con lui. La banda di Bishop si fa scudo durante la fuga di una parata organizzata dal movimento per la temperanza e durante il conflitto a fuoco al centro della cittadina, con morti da entrambe le parti e numerosi caduti tra i civili, Pike, Dutch, i fratelli Gorch e Angelo riescono a fuggire con quello che pensano essere il bottino e a riunirsi al loro basista, il vecchio Freddy Sykes, ma i sacchetti rubati anziché contenere oro sono pieni di rondelle di ferro. Compreso di essere caduti in una trappola e di essere ora braccati, i fuorilegge sconfinano in Messico e raggiungono il villaggio dove vive la famiglia di Angelo. Thornton è costretto a lanciarsi al loro inseguimento.
I sei raggiungono presto la città messicana di Agua Verde, che combatte contro Pancho Villa. Qui Angelo scopre che Teresa, la sua fidanzata, sta con il capo delle truppe locali, Mapache, un despota autonominatosi generale. In preda alla gelosia uccide la ragazza mentre siede sulle gambe di Mapache. Il conflitto a fuoco è scongiurato dall'intervento diplomatico di Frederick Mohr, comandante dell'esercito imperiale tedesco e ospite presso i messicani, il quale nota l'equipaggiamento irregolare della banda - armi d'ordinanza rubate all'esercito degli Stati Uniti - e propone quindi un accordo: i fuorilegge assalteranno un treno carico di armi dell'esercito USA in cambio di diecimila dollari in oro. Nonostante l'interferenza di Thornton, l'impresa va a segno. Angelo si accorda intanto con i suoi compagni per riscattare con la sua quota una cassa di armi e di munizioni per la sua gente, stanchi di essere vessati da Mapache.
Dopo aver sventato un goffo tentativo del generale di ottenere le armi senza rispettare l'accordo economico, viene organizzato lo scambio delle armi e della ricompensa tra la banda e i messicani di Mapache suddividendolo in più tranche. Al momento della consegna dell'ultimo carico, il generale, messo in guardia dalla madre di Teresa che intendeva vendicare la morte della figlia, si avvede che Angelo ha tenuto una cassa di armi per sé e la gente del suo villaggio. Il giovane viene quindi fatto prigioniero, mentre Dutch torna dal resto della banda e racconta ciò che è avvenuto.
Intanto, in una sparatoria tra le colline, Thornton e i suoi feriscono il vecchio Sykes, che riesce però a nascondersi e viene lasciato indietro dalla banda. A questo punto, i quattro banditi rimasti seppelliscono il malloppo e ritornano ad Agua Verde con l'intento di far leva sulla riconoscenza di Mapache per scrollarsi di dosso Thornton senza essere costretti allo scontro diretto. Il villaggio del generale è nel pieno di dissoluti festeggiamenti e la banda assiste all'impietoso spettacolo della punizione di Angelo, trascinato dall'automobile di Mapache. Pike propone un riscatto, ma Mapache rifiuta e sgozza Angelo. Pike a sua volta crivella di colpi il generale davanti a tutti. Su tutto il villaggio cala un silenzio di sorpresa e shock: alcuni membri di Mapache, consci della pericolosità del mucchio, alzano addirittura le mani in segno di resa. Dopo aver scambiato uno sguardo di intesa con i suoi compagni, Pike spara a bruciapelo a Mohr, uccidendolo. Ciò che segue è una violenta sparatoria dove Pike e i suoi uomini, pur essendo in netta inferiorità numerica, riescono a eliminare un gran numero di soldati, utilizzando tra le varie armi anche delle granate e una mitragliatrice. Di volta in volta, però, il mucchio viene sopraffatto e lo scontro termina con la morte di ciascuno di loro, con Pike che viene colpito a tradimento da una fucilata sparata da un bambino del villaggio e i fratelli Gorch che vengono crivellati di colpi. L’ultimo a cadere è Dutch, che spira pronunciando il nome di Pike, in segno di profonda devozione e cameratismo.
Thornton e i suoi possono avventarsi sul villaggio come avvoltoi, per accaparrarsi le carcasse e le relative taglie. Avendo fatto quello che gli era stato ordinato e ritenendosi pertanto ormai libero, Thornton decide di rimanere solo ad Agua Verde e lasciare che siano gli altri scagnozzi a riconsegnare le taglie. Poco dopo si sentono gli spari di un conflitto a fuoco, al termine del quale gli si fa incontro il vecchio Sykes, che riunitosi a un manipolo di amici di Angelo ha teso un'imboscata ai cacciatori di taglie e propone a Thornton di proseguire insieme.

## Produzione
Per il ruolo che fu poi di William Holden, il regista aveva pensato prima a Lee Marvin, Burt Lancaster, James Stewart, Charlton Heston, Gregory Peck, Sterling Hayden, Richard Boone e Robert Mitchum.
Il passo zoppicante di Ernest Borgnine non era una finzione; l'attore si era veramente rotto la gamba sul set di I sei della grande rapina.
La rapina al treno non era prevista nella sceneggiatura iniziale e molte scene sono state improvvisate.
Per girare la scena conclusiva ci sono voluti 12 giorni e 10.000 finte pallottole.

### Montaggio
Il montatore Lou Lombardo sostiene che la versione originale contiene circa 3.643 inquadrature, un numero spropositato per ogni altro film realizzato in Technicolor. Alcune di queste sono così brevi - tre o quattro fotogrammi in tutto - da risultare impercettibili all'occhio umano.

## Distribuzione
Dal 1995 è disponibile in home video una versione director's cut. Nell'edizione italiana, le scene inedite non sono state sottoposte a un doppiaggio con nuove voci ma semplicemente sottotitolate.

## Critica
Per Pedro Armocida de il Giornale la pellicola "è una pietra miliare del cinema western tout court non «sporcato» dalle nuove istanze politicamente corrette di Soldato blu di Ralph Nelson di appena un anno dopo" e "pur essendo una pietra tombale sull'America del Ventesimo secolo ne canta, allo stesso tempo, la primigenia purezza".

## Riconoscimenti
- 1970 - Premio Oscar
  - Candidatura alla migliore sceneggiatura originale a Walon Green, Roy N. Sickner e Sam Peckinpah
  - Candidatura alla miglior colonna sonora a Jerry Fielding
- 1970 - National Society of Film Critics
  - Migliore fotografia a Lucien Ballard

## Riferimenti alMucchio selvaggio
- Il nome Il mucchio selvaggio è utilizzato anche in un altro film, ossia Il mio nome è Nessuno di Tonino Valerii con Henry Fonda e Terence Hill. Il nome del regista, Sam Peckinpah, nominato da Terence Hill in una scena del film, è il nome scritto su una lapide in un cimitero.
- "Il mucchio selvaggio" era la banda capeggiata da Butch Cassidy, la cui storia è raccontata dal film Butch Cassidy (Butch Cassidy and the Sundance Kid), anch'esso del 1969, diretto da George Roy Hill.